# Seseli elata
Seseli elata är en flockblommig växtart som beskrevs av Günther von Mannagetta und Lërchenau Beck. Seseli elata ingår i släktet säfferötter, och familjen flockblommiga växter. Inga underarter finns listade i Catalogue of Life.